# Ernst Bullmer

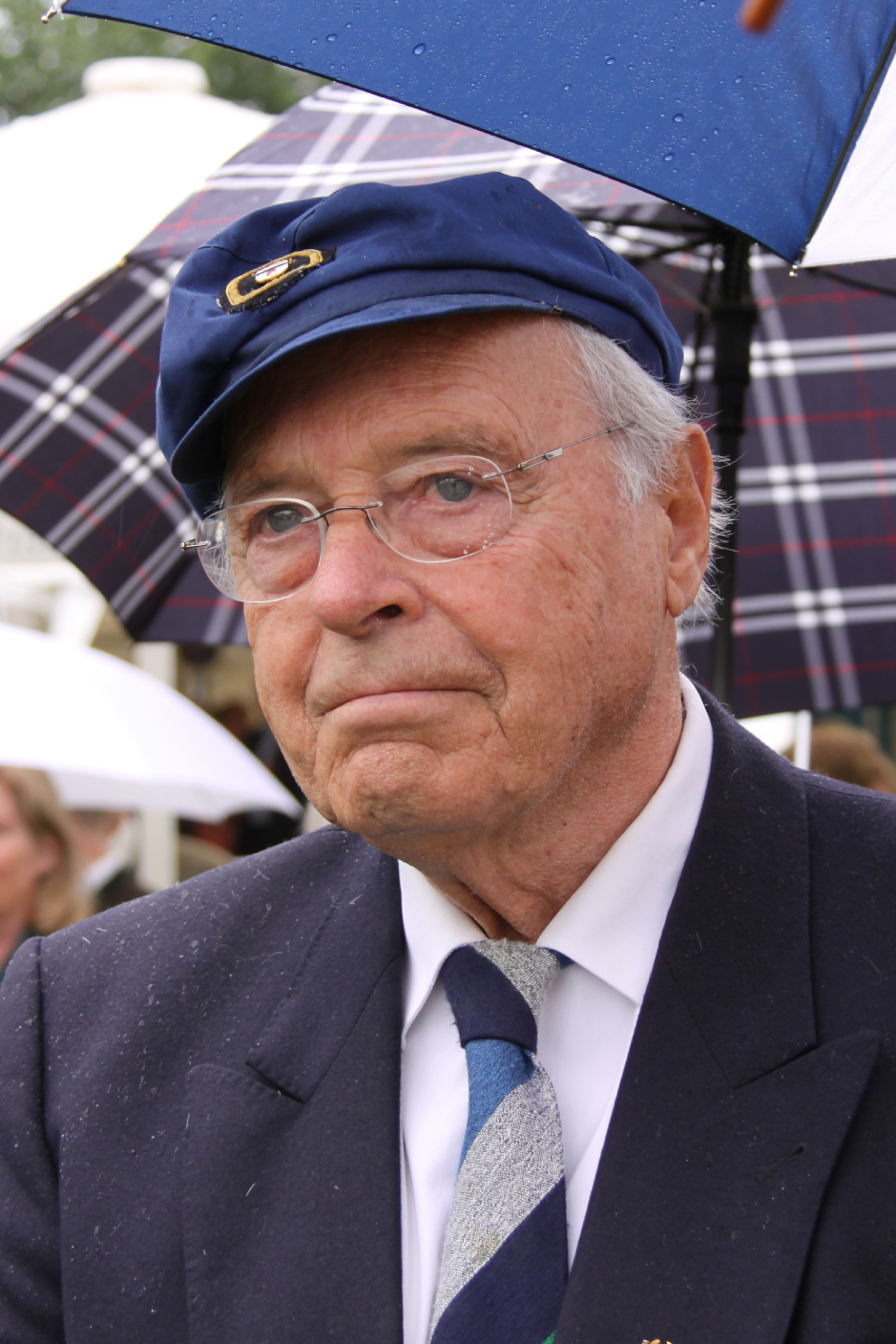
Ernst Bullmer (2009)

Ernst Bullmer (* 13. September 1927 in München; † 10. Januar 2022 in Seeshaupt am Starnberger See) war ein deutscher Segler, promovierter Jurist, Unternehmer und Erfinder.

## Leben als Segler
Bullmer war als leidenschaftlicher Jollen- und Hochseesegler bekannt, seine insgesamt 13 Schiffe trugen alle den Namen „Bummler“. Seit 1942 war er Mitglied im Deutschen Touring Yacht-Club (DTYC).:134
In der Flying-Dutchman- und der Sharpie-Klasse führte ihn seine aktive Regattatätigkeit schon in den 1960er Jahren nach Nord- und Südafrika, Brasilien und USA. Nach langen Reisen um Europa auf einer Nicholson 36 entdeckte er Ende der 1960er Jahre den Katamaran wegen dessen Unsinkbarkeit für sich. Auf dem Apache 42-Hochseekatamaran „Bummler X“ des Konstrukteurs Rod MacAlpine Downie unternahm er zusammen mit seiner Frau Erika Bullmer in den Jahren von 1979 bis 1981 eine Weltumsegelung, damals noch mit klassischer Sextant-Navigation. Dafür wurde ihm 1981 der Trans-Ocean-Preis zuerkannt.
Neben seiner aktiven Segeltätigkeit war Bullmer in zahlreichen Funktionen im Segelsport aktiv. Von 1966 bis 1973 war er Präsident des Bayerischen Seglerverbandes. Im DTYC war er von 1959 bis 1973 zweiter Vorsitzender:132 und später Ehrenmitglied:134 des Vereins. In dieser Zeit fand die Flying-Dutchman-Weltmeisterschaft 1963 neben der Flying-Dutchman-Weltwoche mit über 100 Teilnehmern in seinen Heimatclub am Starnberger See statt. Bullmer war zudem Mitglied im General Committee der International Flying Dutchman Class Organisation (IFDCO).
Während seiner Präsidentschaft im Bayerischen Segler-Verband setzte er sich für die von Helmuth Stöberl entwickelte und gebaute Trias als unsinkbares Dreimann-Kielboot ein, die er selbst bis ins hohe Alter regattasportlich segelte.

## Leben als Unternehmer
Als segel- und katamaranbegeisterter Unternehmer gründete er die Firma Futura Yachtsystems, die mit der Futura 49 den weltweit ersten breitenvariablen Katamaran entwickelte.
Bullmer zeichnete für die Errichtung zahlreicher insbesondere Münchner Bauprojekte verantwortlich, darunter die bekannte Amalienpassage des Architekten Jürgen von Gagern. Deren Bau konzipierte er und führte ihn zusammen mit dem Bauunternehmer Fritz Eichbauer durch. In seiner engen Zusammenarbeit mit von Gagern prägte er als engagierter Bauträger das Münchener Stadtbild und auch das Umland durch weitere Bauten, darunter die mittlerweile unter Denkmalschutz gestellte Wohnanlage Orpheus und Eurydike, die Wohnanlage Apoll und Herkules sowie die Wohnanlage Max und Moritz. Hierfür erhielt er 1968, 1969, 1971 und 1974 den Ehrenpreis für guten Wohnungsbau der Landeshauptstadt München sowie den BDA-Preis 1969 des Bundes Deutscher Architekten
Auf der Internationalen Handwerksmesse 2015 wurde ihm für die Konstruktion der Futura 49 der Bayerische Staatspreis für Innovation zuerkannt. Im selben Jahr wurde Bullmer auf Vorschlag des Bayerischen Segler-Verbandes anlässlich des 125-jährigen Bestehens des Deutschen Seglerverband mit der DSV-Jubiläumsmedaille für sein herausragendes ehrenamtliches Engagement im Segelsport geehrt.

## Werke
- Die geschichtliche Entwicklung des schweizerischen Finanzausgleichssystems seit 1848 als Beitrag zum Problem des deutschen Finanzausgleichs. o. O. 1950, DNB 480890676 (110 S., Dissertation, Juristische Fakultät München vom 2. Februar 1951).